# 吉本誠
吉本 誠（よしもと せい 1987年 - ）は、東京都出身の日本のスポーツライター、評論家。

## 来歴
1987年生まれ。日本大学藝術学部文芸学科卒業後、サラリーマン兼ライターとして活動。

## 活動

### 著書
- 『甲子園 100の言葉』(彩図社,2011年、ISBN 9784883928095)

### テレビ出演
- 『とんねるずのみなさんのおかげでした』